# 브리트니 벨
브리트니 벨(Brittany Bell, 1987년 11월 9일 ~ )은 미국과 괌의 배우, 사회자, 댄서, 치어리더이다. 2014년 미스 유니버스에서 괌 대표로 참가했다.